# Edmar Peron
Edmar Peron (ur. 4 marca 1965 w Maringá) – brazylijski duchowny katolicki, biskup Paranaguá w latach 2015–2025.

## Życiorys
Święcenia kapłańskie przyjął 21 stycznia 1990 i został inkardynowany do archidiecezji Maringá. Przez kilka lat pracował jako duszpasterz parafialny, był też m.in. wykładowcą seminarium i miejscowego uniwersytetu, a także rektorem seminarium.
30 grudnia 2009 papież Benedykt XVI mianował go biskupem pomocniczym archidiecezji São Paulo oraz biskupem tytularnym Mattiana. Sakry biskupiej udzielił mu 28 lutego 2010 arcybiskup Maringi - Jaime Luiz Coelho.
25 listopada 2015 papież Franciszek mianował go biskupem ordynariuszem diecezji Paranaguá.
20 maja 2025 papież Leon XIV przyjął jego rezygnację z pełnionego urzędu.